# Hyundai Ioniq 5

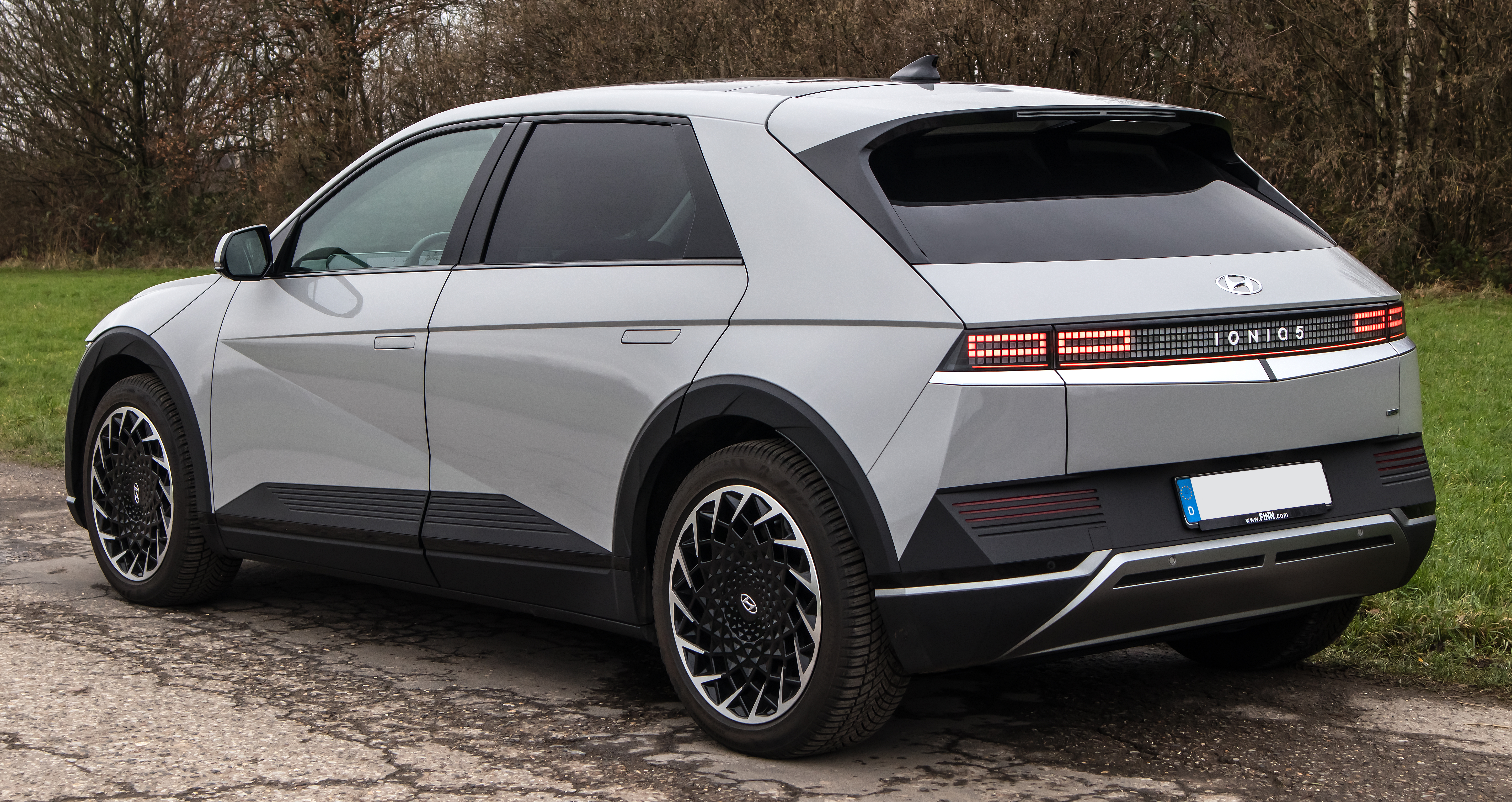
Heckansicht

Der Hyundai Ioniq 5 ist ein batterieelektrisch angetriebenes Crossover-SUV. Der südkoreanische Hersteller Hyundai spricht von einem Crossover Utility Vehicle (CUV).
Die Produktion des Wagens erfolgte zunächst ausschließlich im südkoreanischen Ulsan. Seit Oktober 2024 wird der Ioniq 5 auch im US-amerikanischen Bryan County gebaut.

## Modellgeschichte

### Vorgeschichte
Einen ersten Ausblick auf die Gestaltung künftiger Elektroautos des Herstellers präsentierte Hyundai im September 2019 auf der IAA in Frankfurt am Main mit dem Hyundai 45 EV Concept. Optisch sollte die neue Designlinie an den 1974 vorgestellten Hyundai Pony erinnern. Die Zahl „45“ im Namen des Konzeptfahrzeugs soll auf das 45-jährige Jubiläum des Pony anspielen. Im Innenraum verfügt das Konzeptfahrzeug über ein breites Informationsdisplay. Außerdem sind die Vordersitze drehbar.

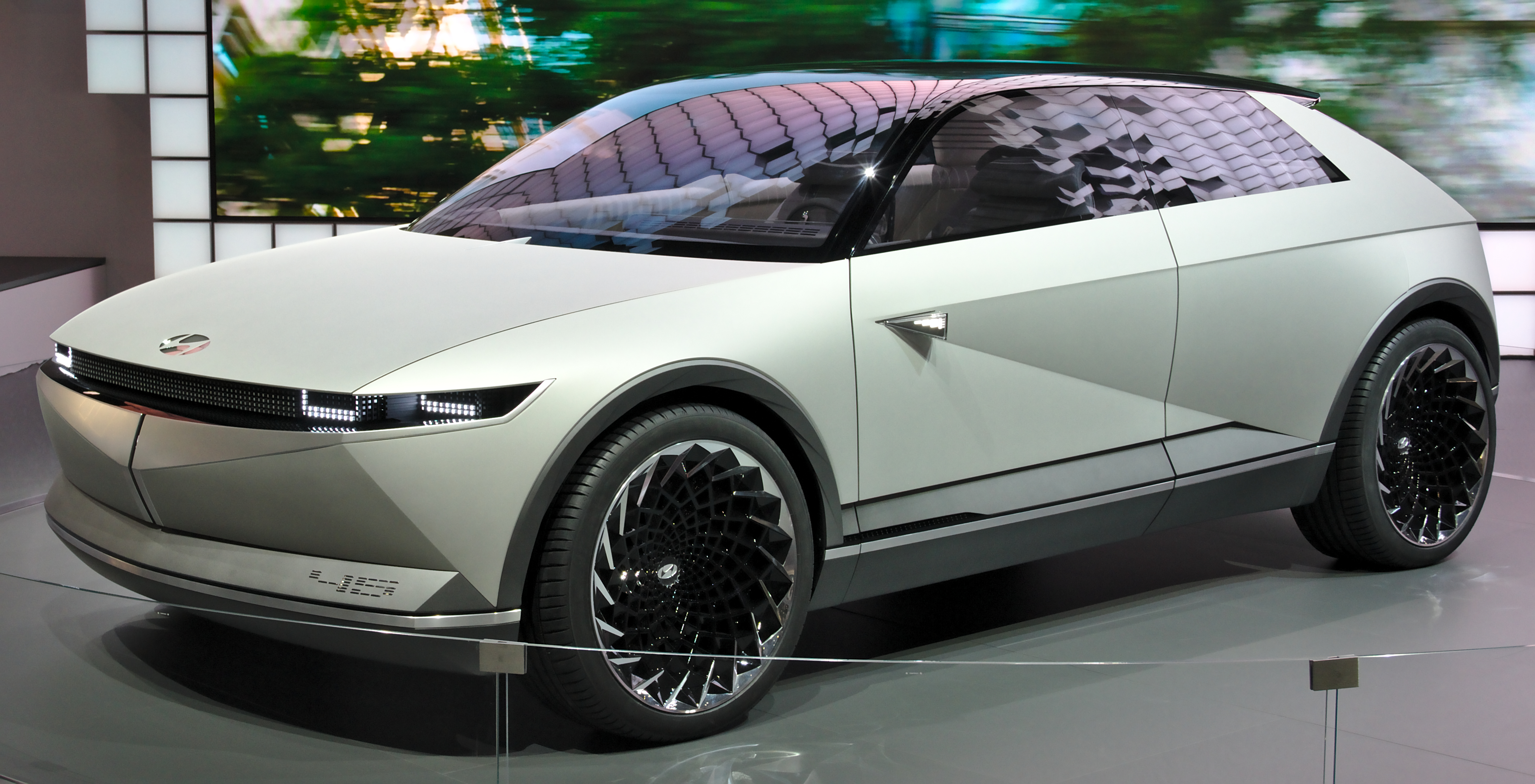
Hyundai 45 EV Concept
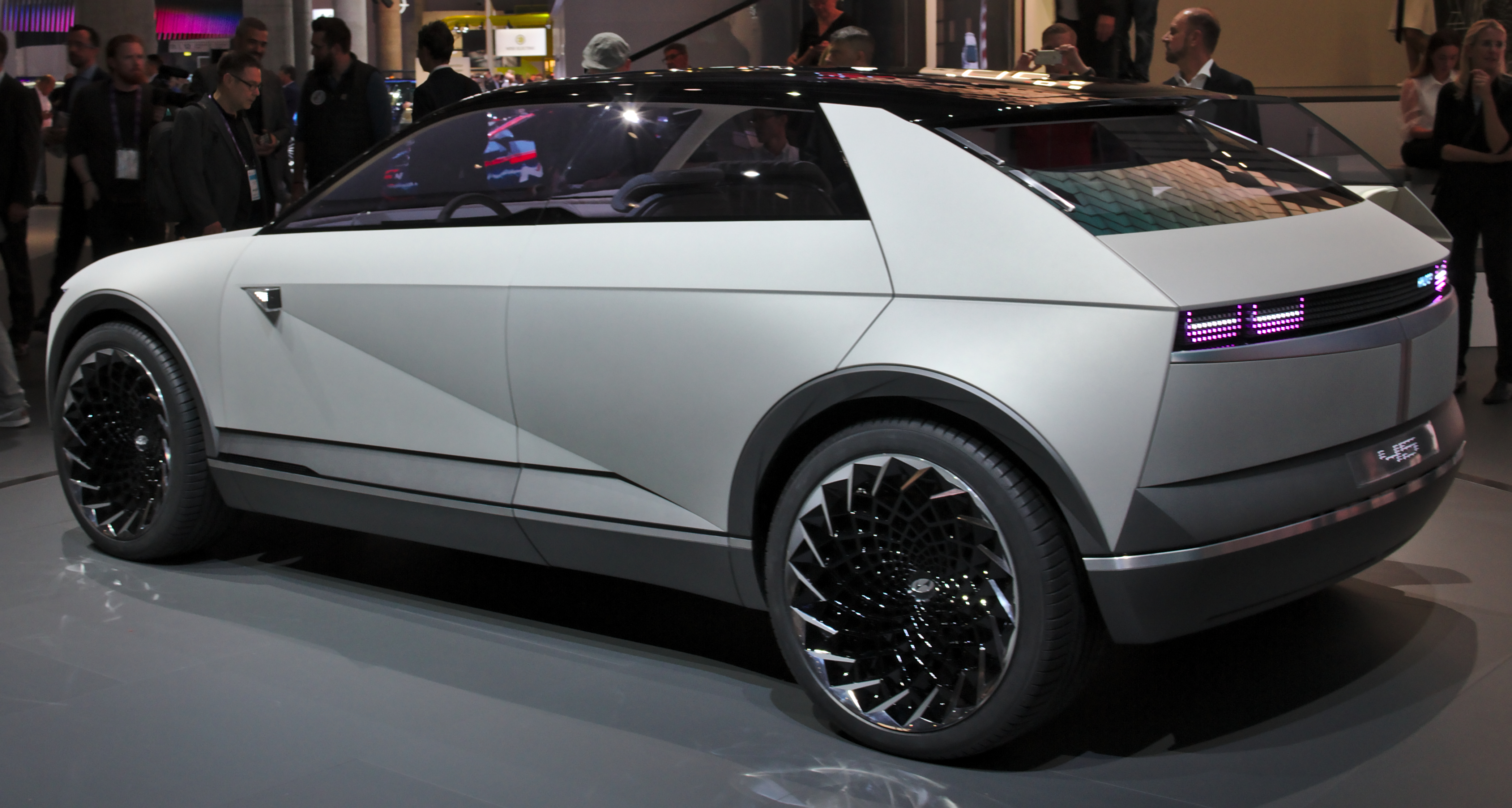
Heckansicht
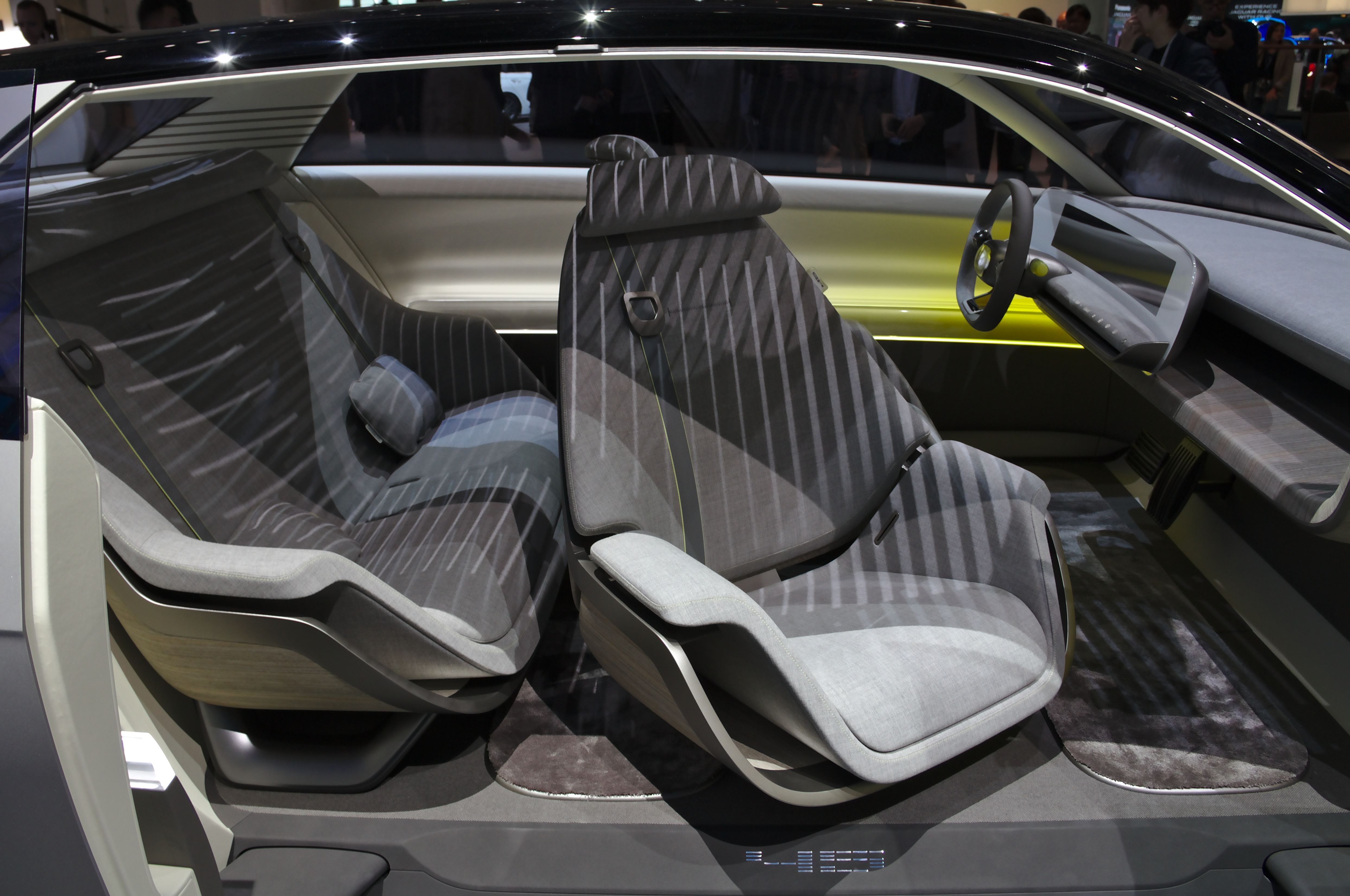
Innenansicht

Im August 2020 gab Hyundai bekannt, mit Ioniq eine neue Submarke für batterieelektrische Fahrzeuge gegründet zu haben; bis dahin wurde der Name für die Schräghecklimousine Hyundai Ioniq genutzt. Bis zum Jahr 2024 wurden drei Elektroautos – darunter der Ioniq 5 – angekündigt, die alle auf der neuen Electric Global Modular Platform (E-GMP) basieren, die schnelles Aufladen und eine große Reichweite ermöglicht. Auch diverse Modelle von Kia (z. B. EV6) und Genesis (z. B. GV60) sollen diese Plattform nutzen. Der Name „Ioniq“ setzt sich aus „Ion“ (geladenes Teilchen) und „unique“ (einzigartig) zusammen.

### Serienfahrzeug
Den Ioniq 5 präsentierte Hyundai am 23. Februar 2021 über eine Online-Veranstaltung. Das Design, für das der Designer Luc Donckerwolke verantwortlich zeichnet, orientiert sich am 2019 vorgestellten Konzeptfahrzeug, fällt gegenüber diesem aber höher aus. Auffällig sind der lange Radstand von drei Metern, die kurzen Überhänge, die große Serienbereifung (Standard 19", optional 20") und die C-Säule im 45-Grad-Winkel. Die an die Optik früher Videospiele erinnernden Pixel-Elemente unter anderem in den LED-Leuchten und dem Rückleuchtenband lassen neben dem Hyundai Pony auch an den DeLorean DMC-12 denken.

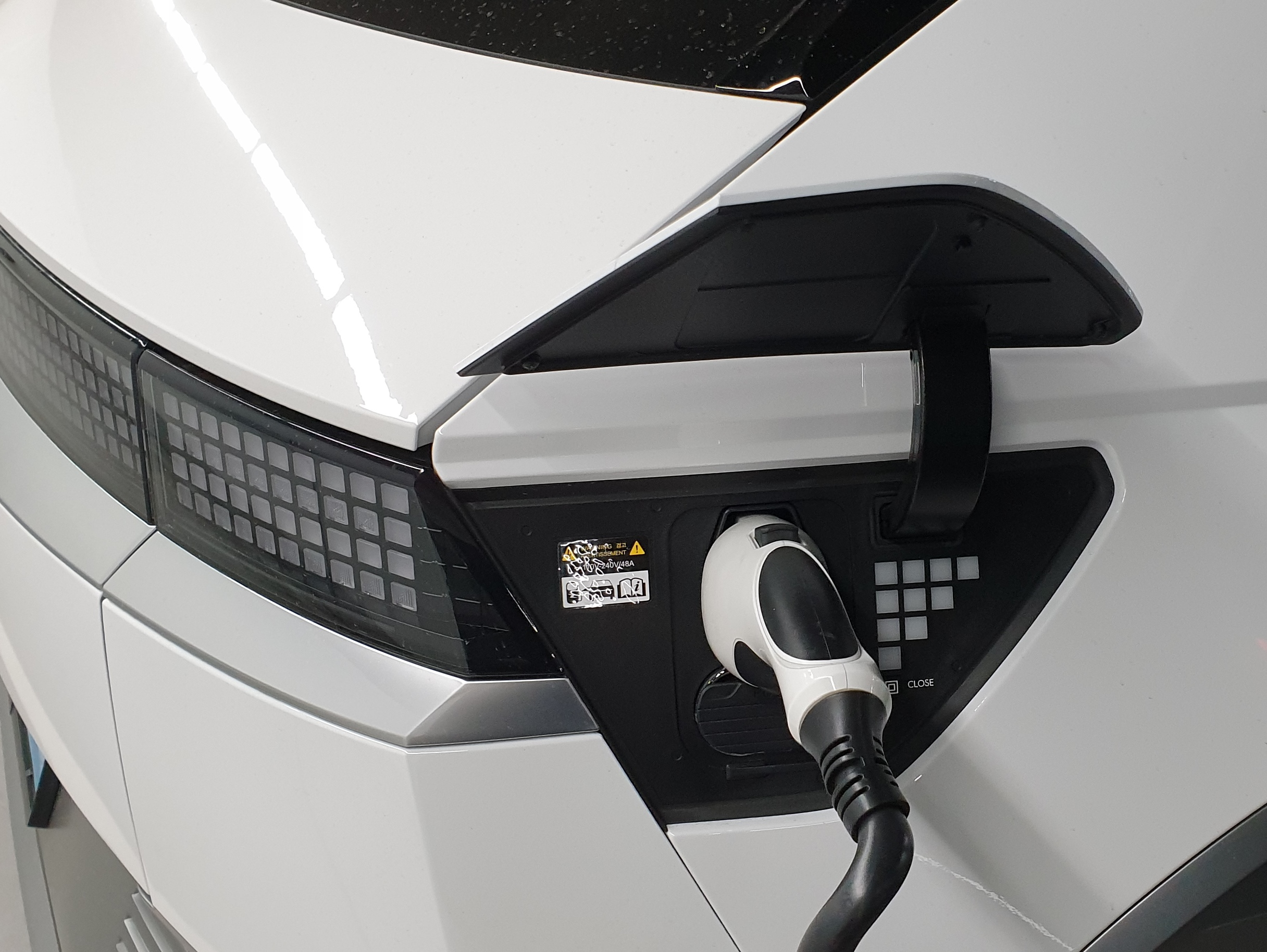
Typ-2-Ladeanschluss mit Ladeanzeige in Pixeloptik

In den Handel kam die Baureihe im Juni 2021. Zunächst erhältlich war das auf europaweit 3000 Exemplare limitierte Sondermodell, welches in Deutschland Project 45 heißt, mit einem 72,6-kWh-Lithium-Polymer-Akkumulator und Allradantrieb. Als Konkurrenzmodelle werden unter anderem Audi Q4 e-tron, Nissan Ariya, Škoda Enyaq oder VW ID.4 genannt.
Für das Modelljahr 2023 präsentierte Hyundai im April 2022 eine technisch überarbeitete Version. So hat der größere Akku fortan wie der Kia EV6 einen Energieinhalt von 77,4 kWh, wodurch die maximale Reichweite auf über 500 km ansteigen soll. Außerdem sind nun kamerabasierte Innen- und Außenspiegel verfügbar.
Anlässlich des 100-jährigen Jubiläums von Disney präsentierte Hyundai im April 2023 auf der New York International Auto Show den Ioniq 5 als Disney100 Platinum Concept. Diverse Bauteile sind in Anlehnung an Figuren des Medienunternehmens gestaltet; beispielsweise sollen die Felgen an die Ohren von Micky Maus erinnern. Eine auf 1000 Exemplare limitierte Serienversion dieses Konzeptes soll Anfang 2024 in den Handel kommen.
Mit dem Ioniq 5 N präsentierte Hyundai im Juli 2023 auf dem Goodwood Festival of Speed eine Sportversion der Baureihe. Sie kam im Frühjahr 2024 auf den Markt. In Südkorea und Japan ist sie auch als DK Edition erhältlich. Diese Version wurde zusammen mit dem „Drift King“ Keiichi Tsuchiya entwickelt und soll für Driften optimiert sein. So werden beispielsweise größere Bremsen verbaut und die Reifen sollen besser greifen, wenn sie über Asphalt rutschen.

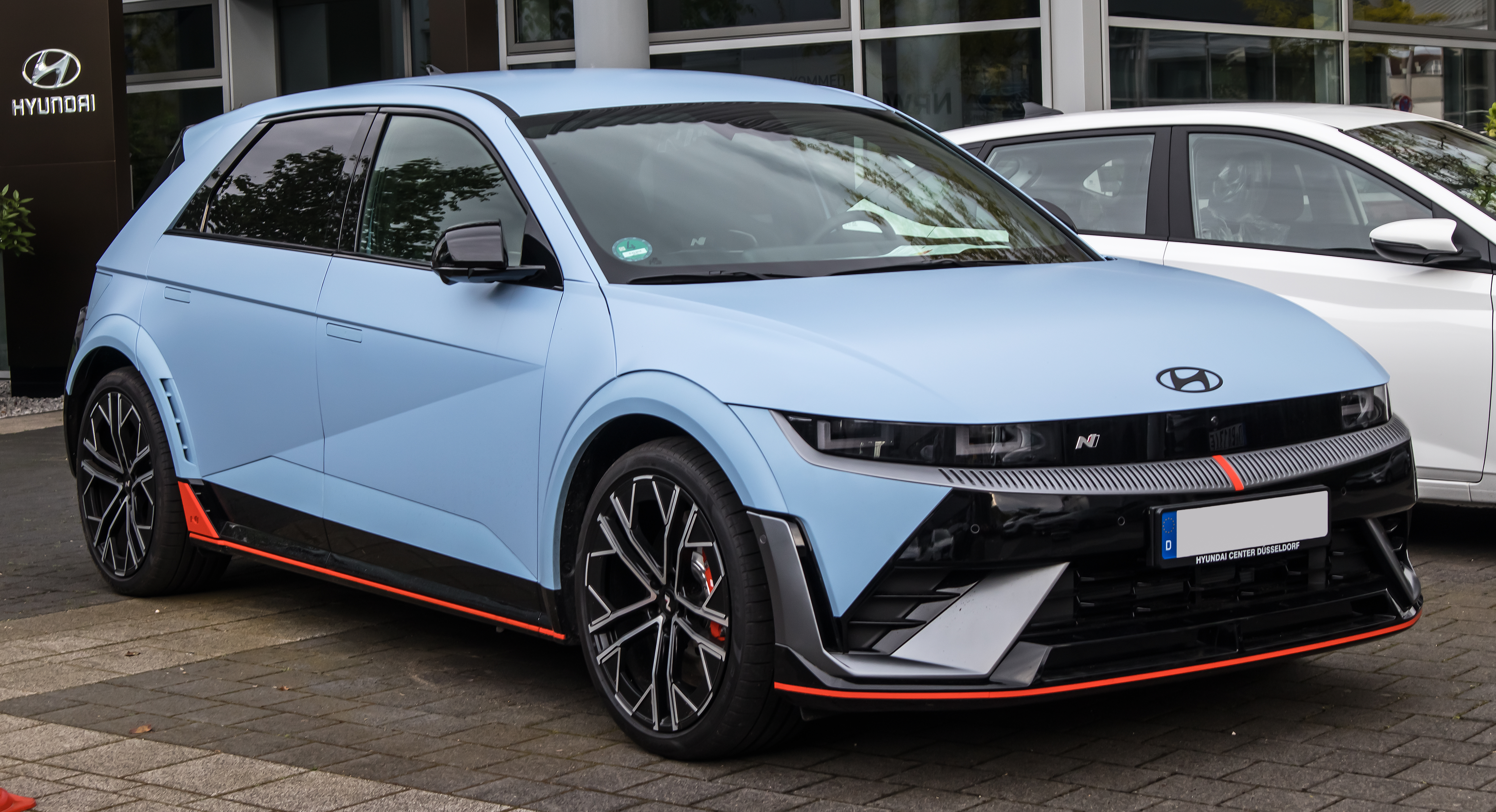
Hyundai Ioniq 5 N (seit 2024)
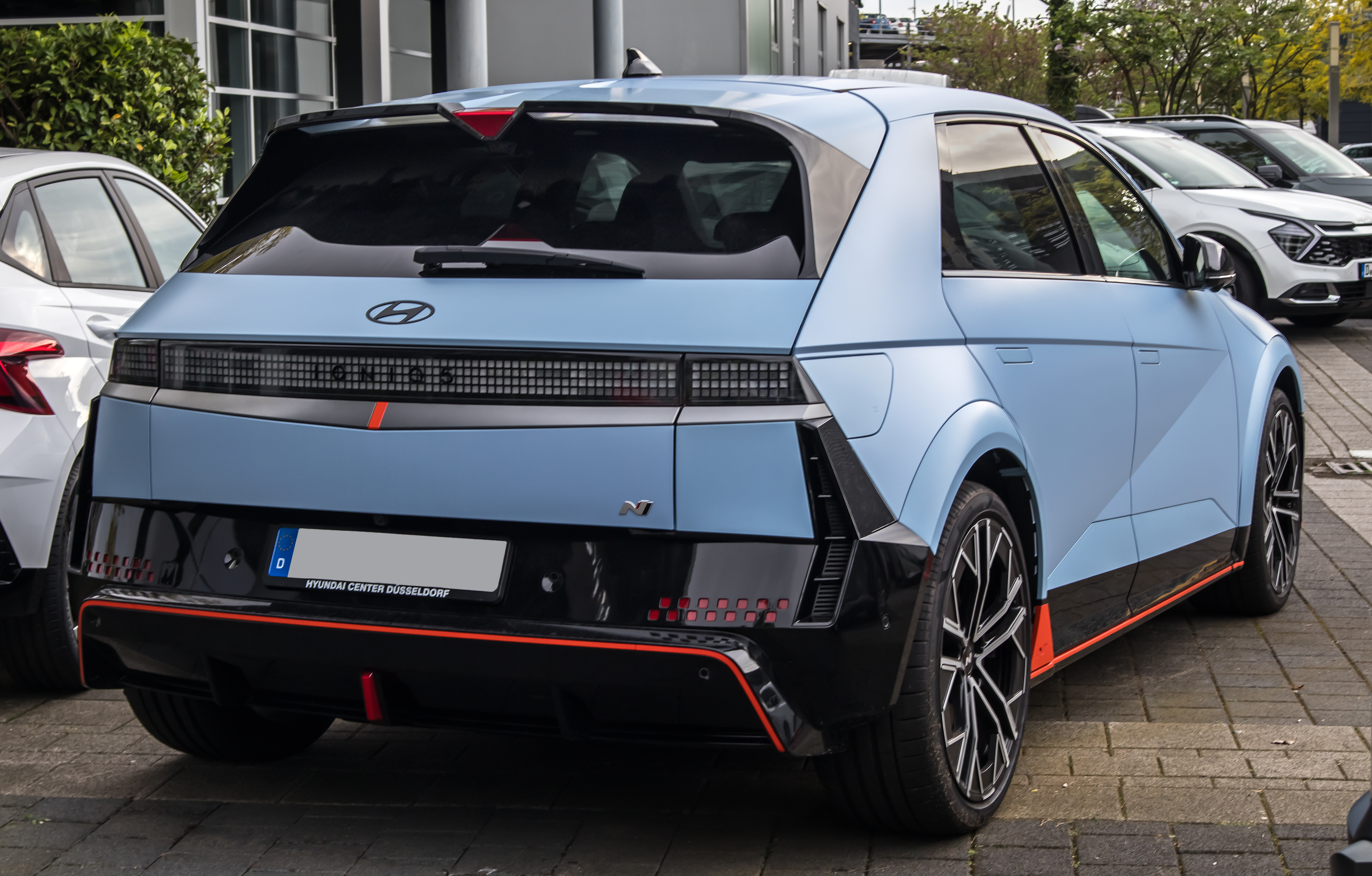
Heckansicht
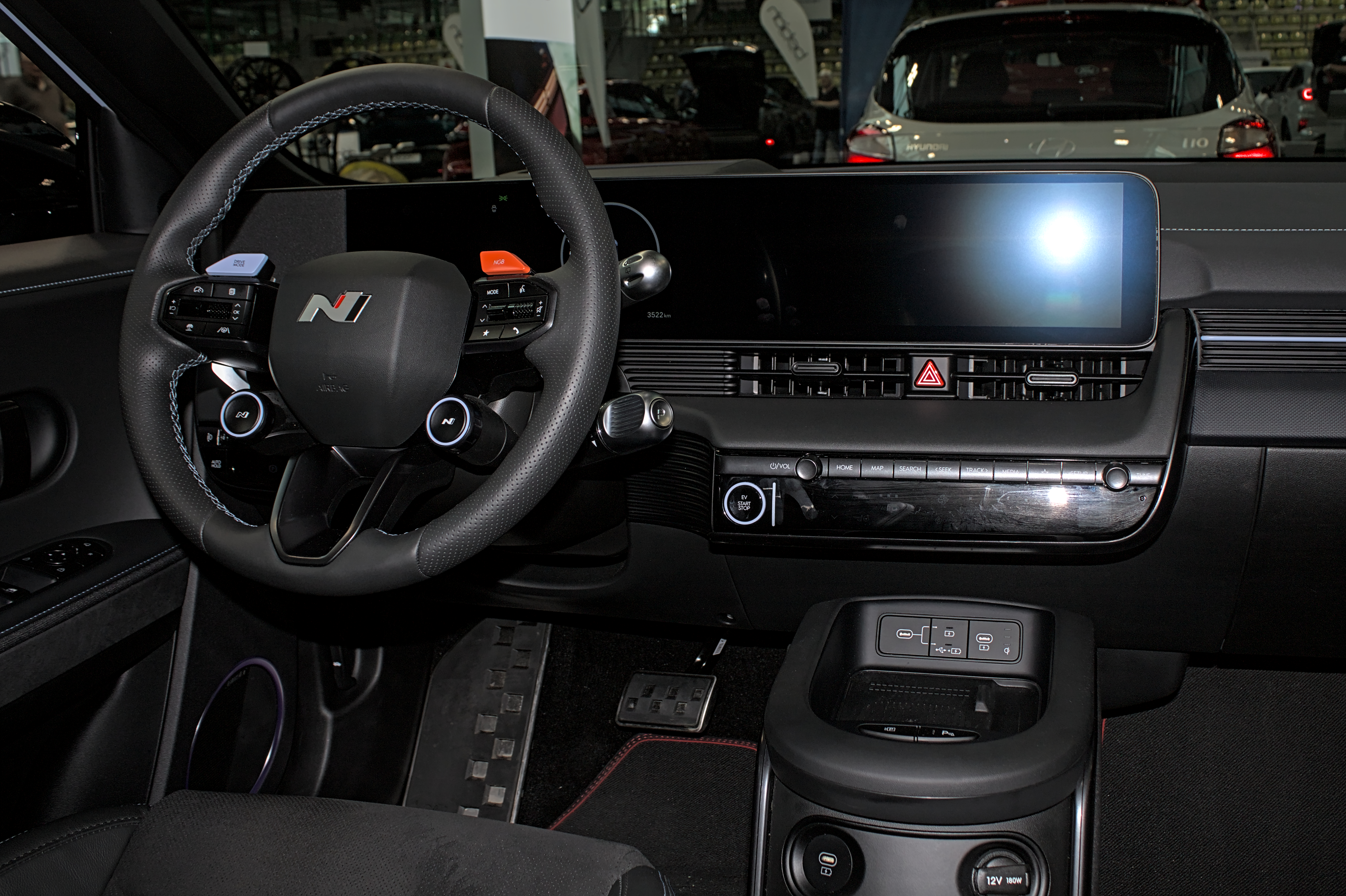
Innenansicht
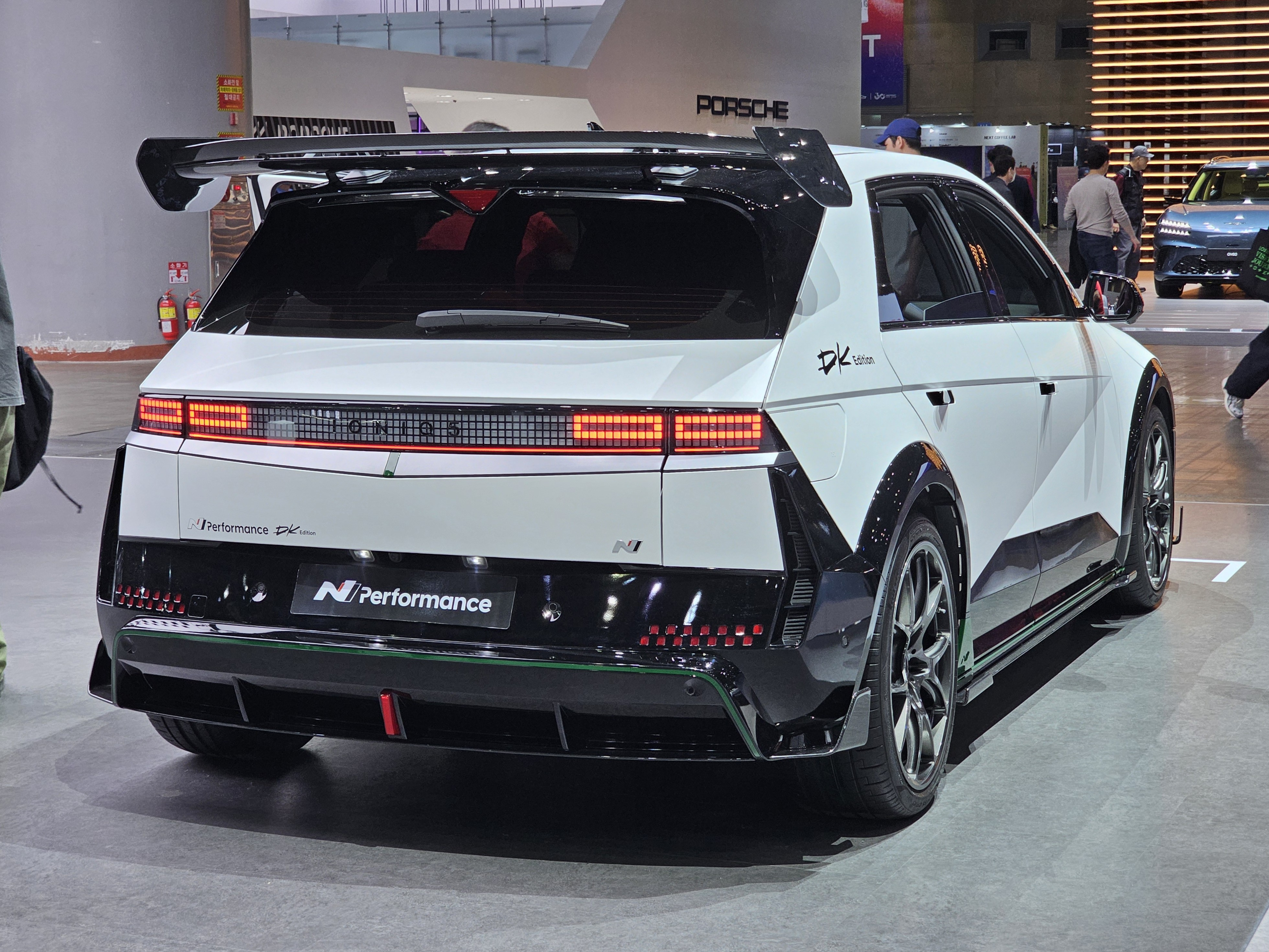
Hyundai Ioniq 5 N DK Edition (seit 2025)

Eine im März 2024 vorgestellte überarbeitete Version des Ioniq 5 wird seit August 2024 verkauft. Wegen neuer Stoßstangen wird der Wagen zwei Zentimeter länger. Zudem führte Hyundai die sportlicher gestaltete Variante N Line und ausschließlich in Nordamerika die geländegängigere Variante XRT ein.

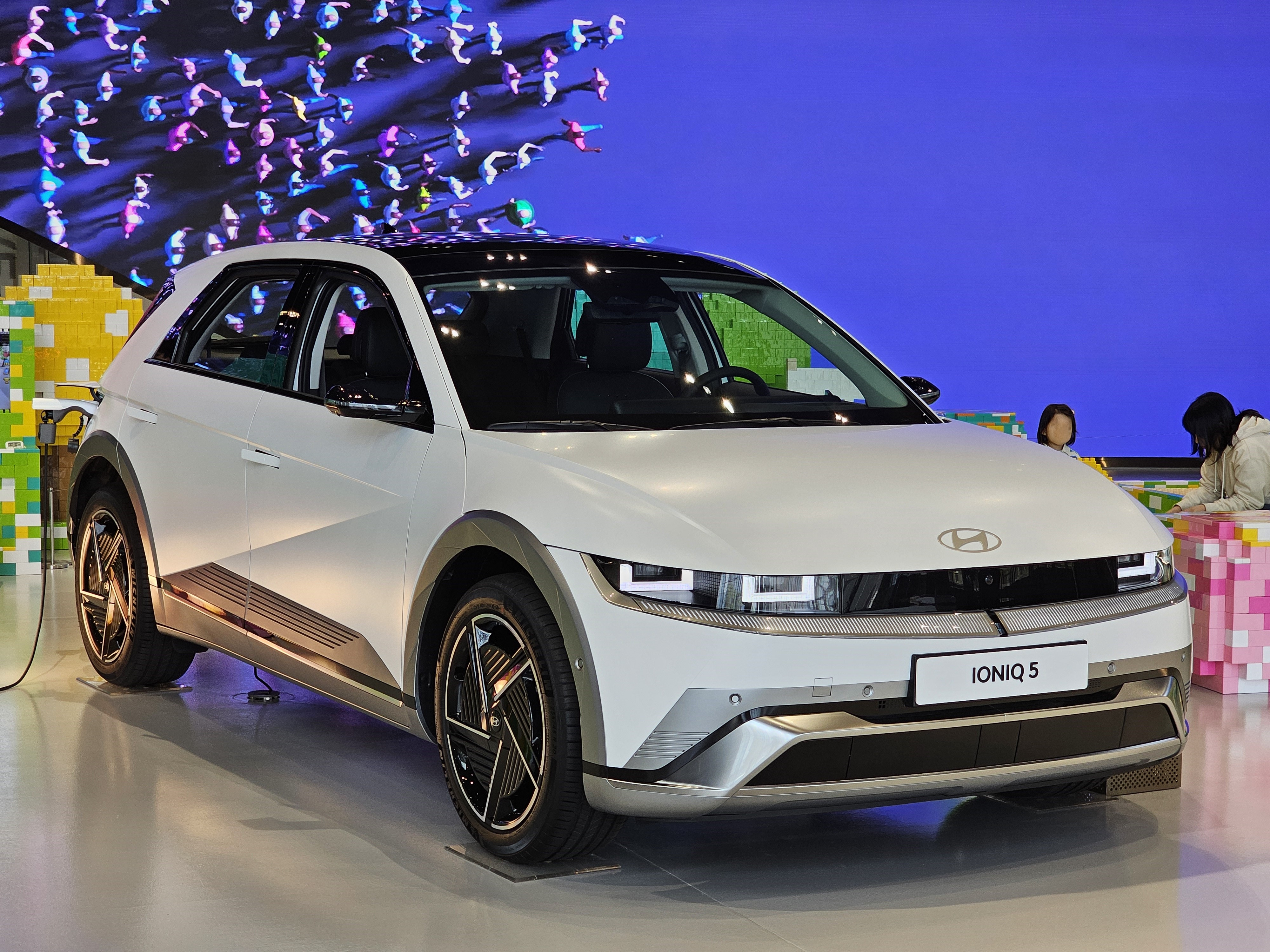
Hyundai Ioniq 5 (seit 2024)
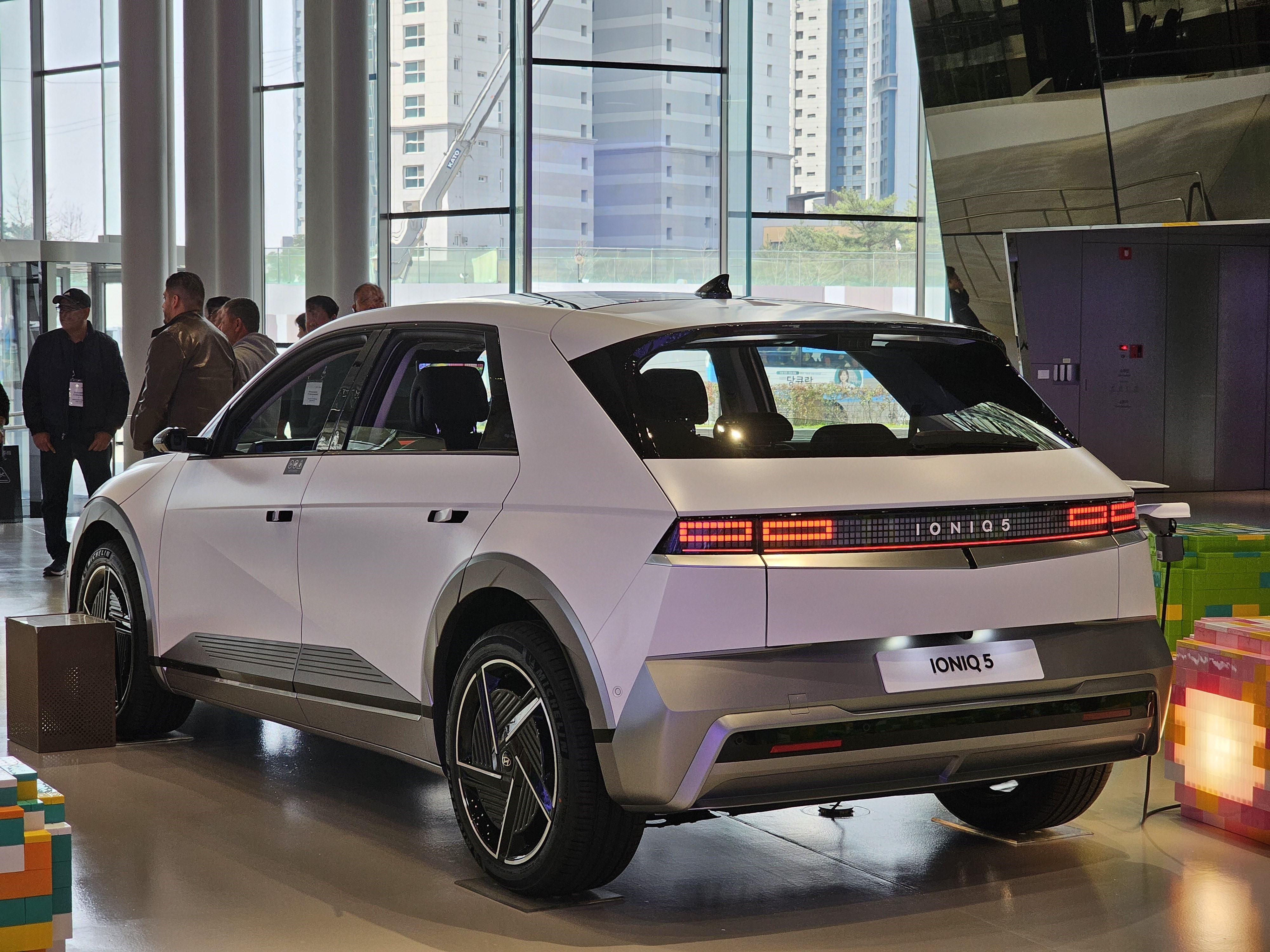
Heckansicht
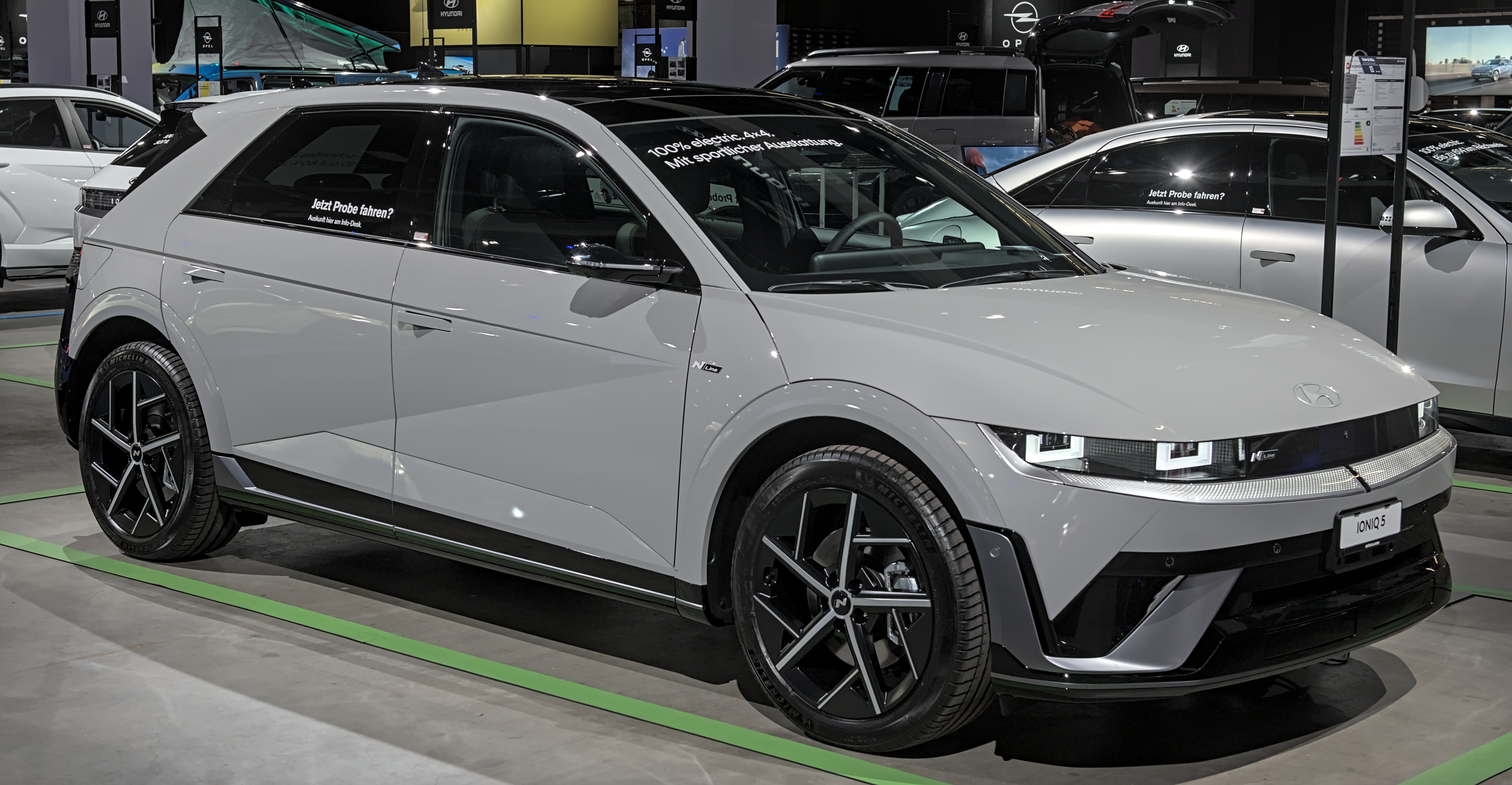
Hyundai Ioniq 5 N Line (seit 2024)
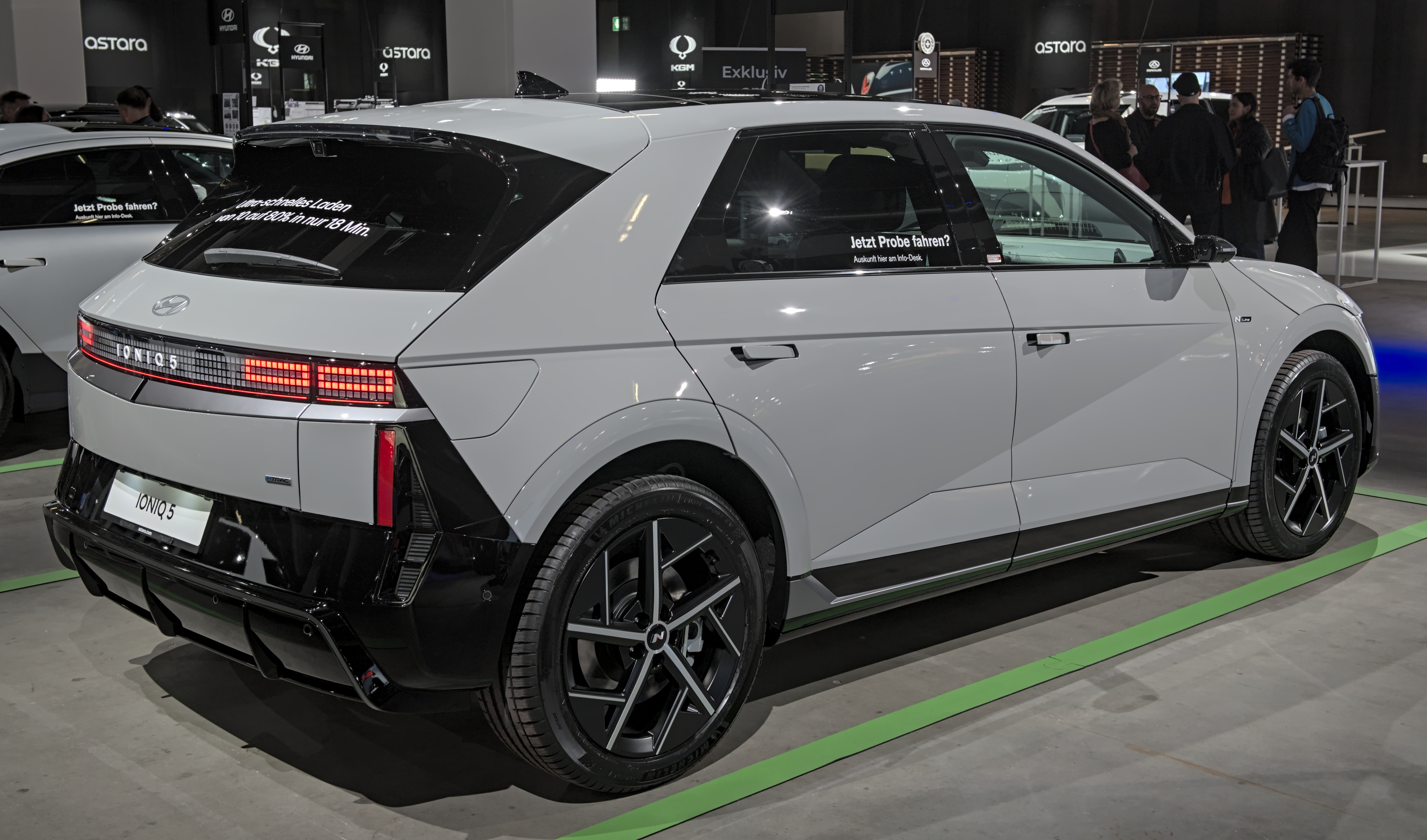
Heckansicht
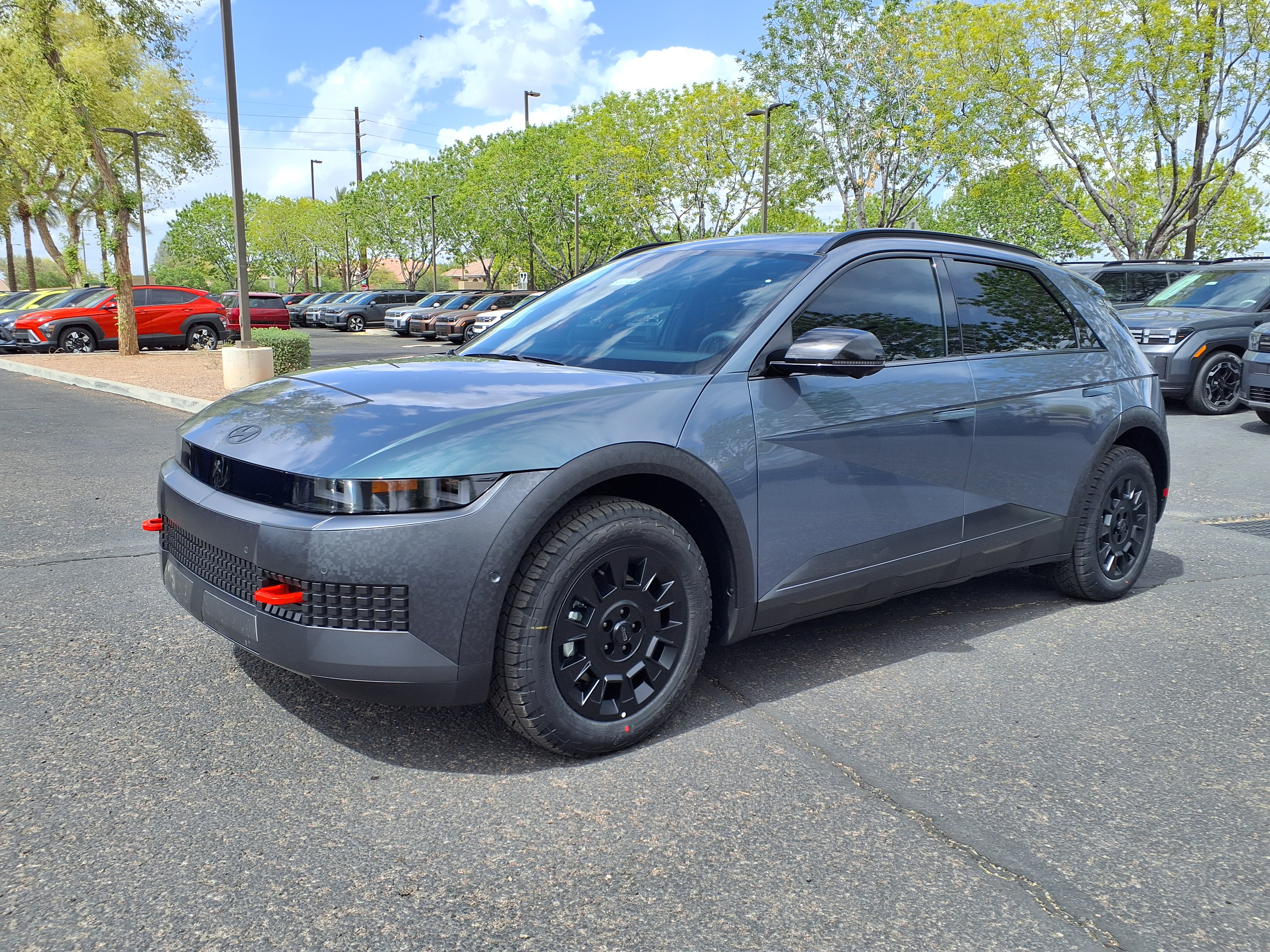
Hyundai Ioniq 5 XRT (seit 2024)
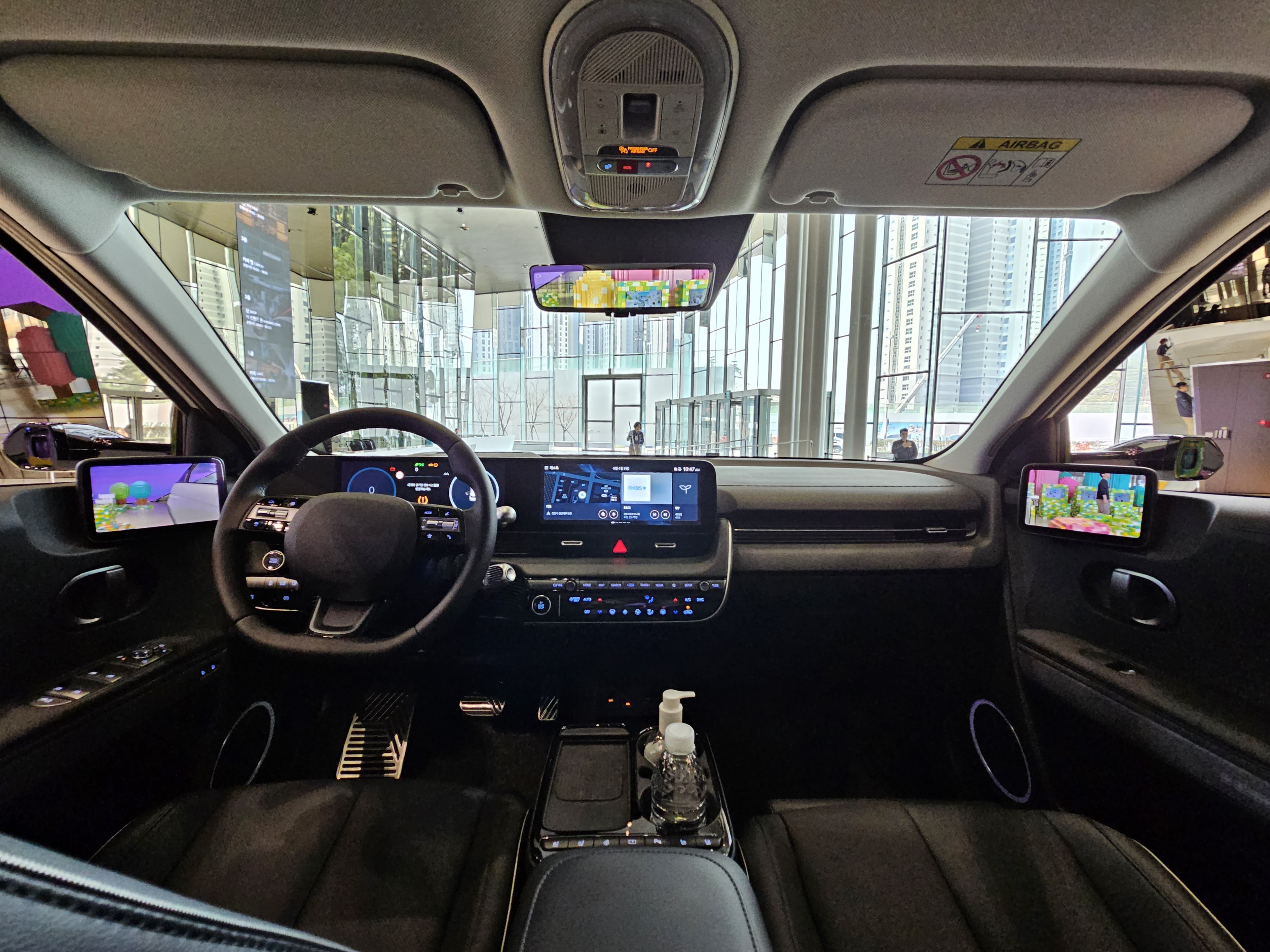
Innenansicht

### Hochautomatisierte Variante
Gemeinsam mit Aptiv präsentierte Hyundai im September 2021 auf der IAA in München vom Ioniq 5 eine Version, die nach Autonomiestufe 4 fahren können soll. Im Dezember 2022 startete eine Testphase in Las Vegas. Ab 2024 soll diese Variante als „Robotaxi“ kommerziell Personen in den USA befördern. Weitere Länder sollen danach folgen.

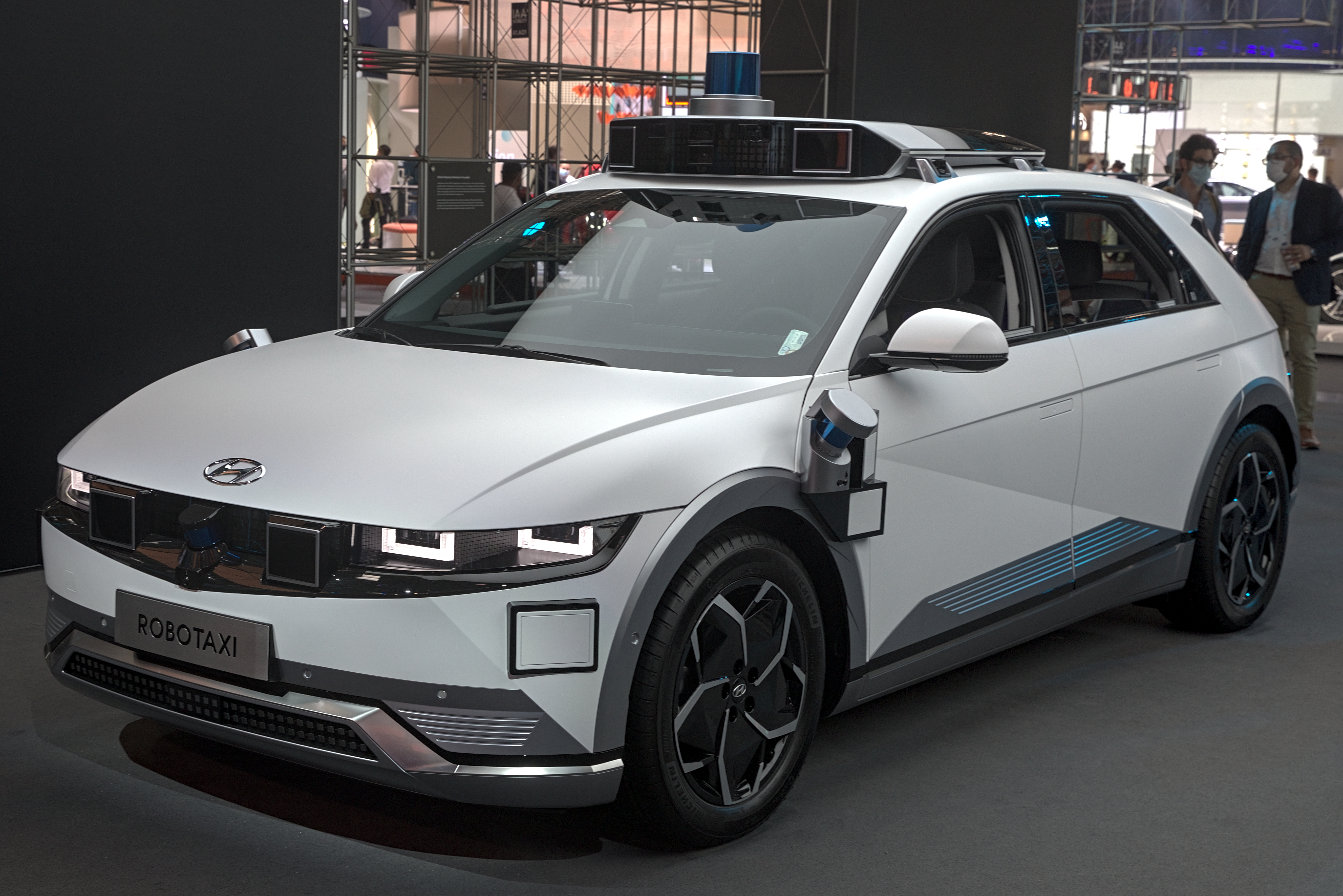
Hyundai Ioniq 5 „Robotaxi“
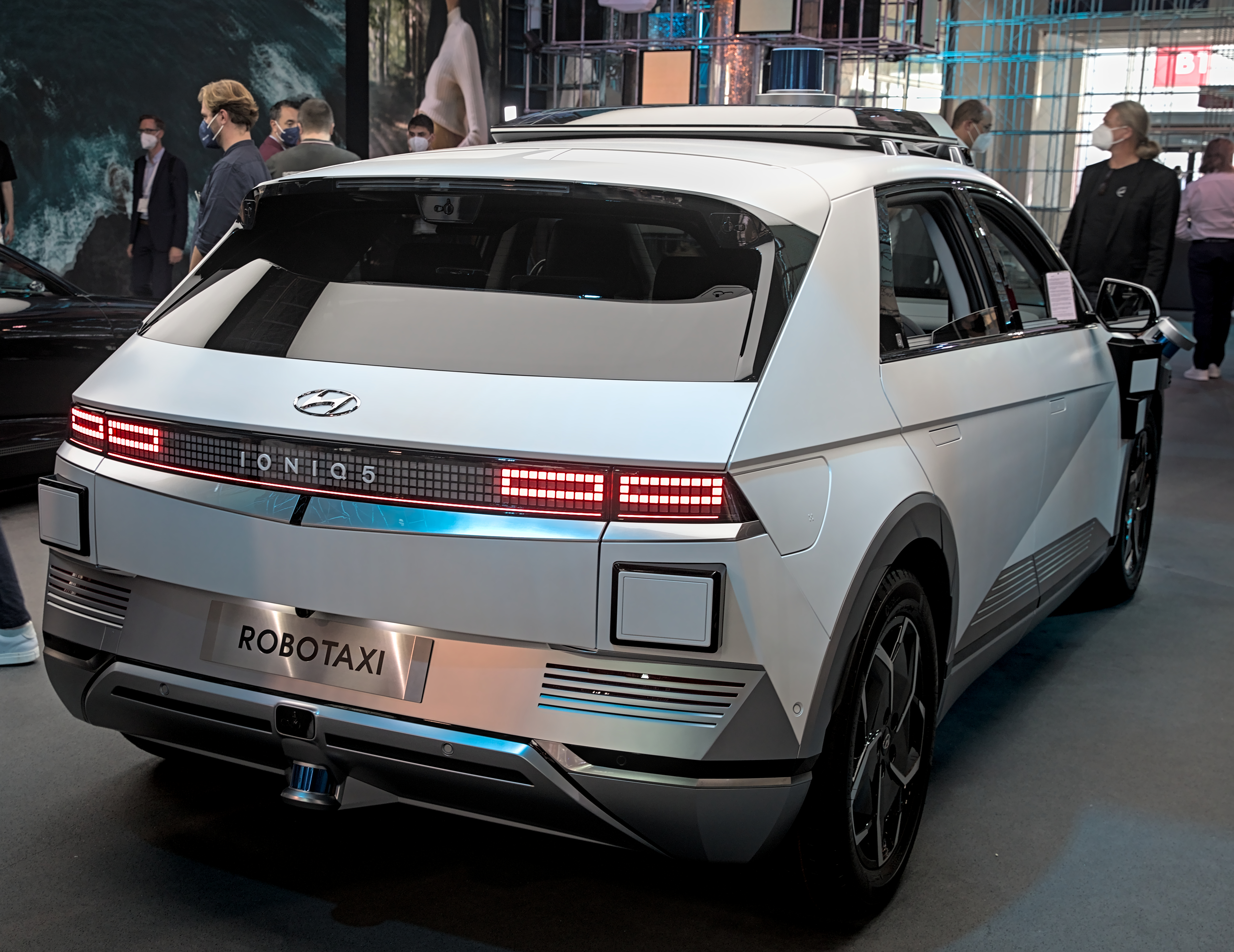
Heckansicht

## Technik
Die Plattform hat eine Tragstruktur aus ultrahochfestem Stahl zum Einbau der Batterie und ein Stahlfahrwerk mit Fünflenkerhinterachse. Außen hat der Ioniq 5 bündig in die Karosserie integrierte Türgriffe, die auf Wunsch bei Annäherung automatisch herausfahren können.

### Antrieb

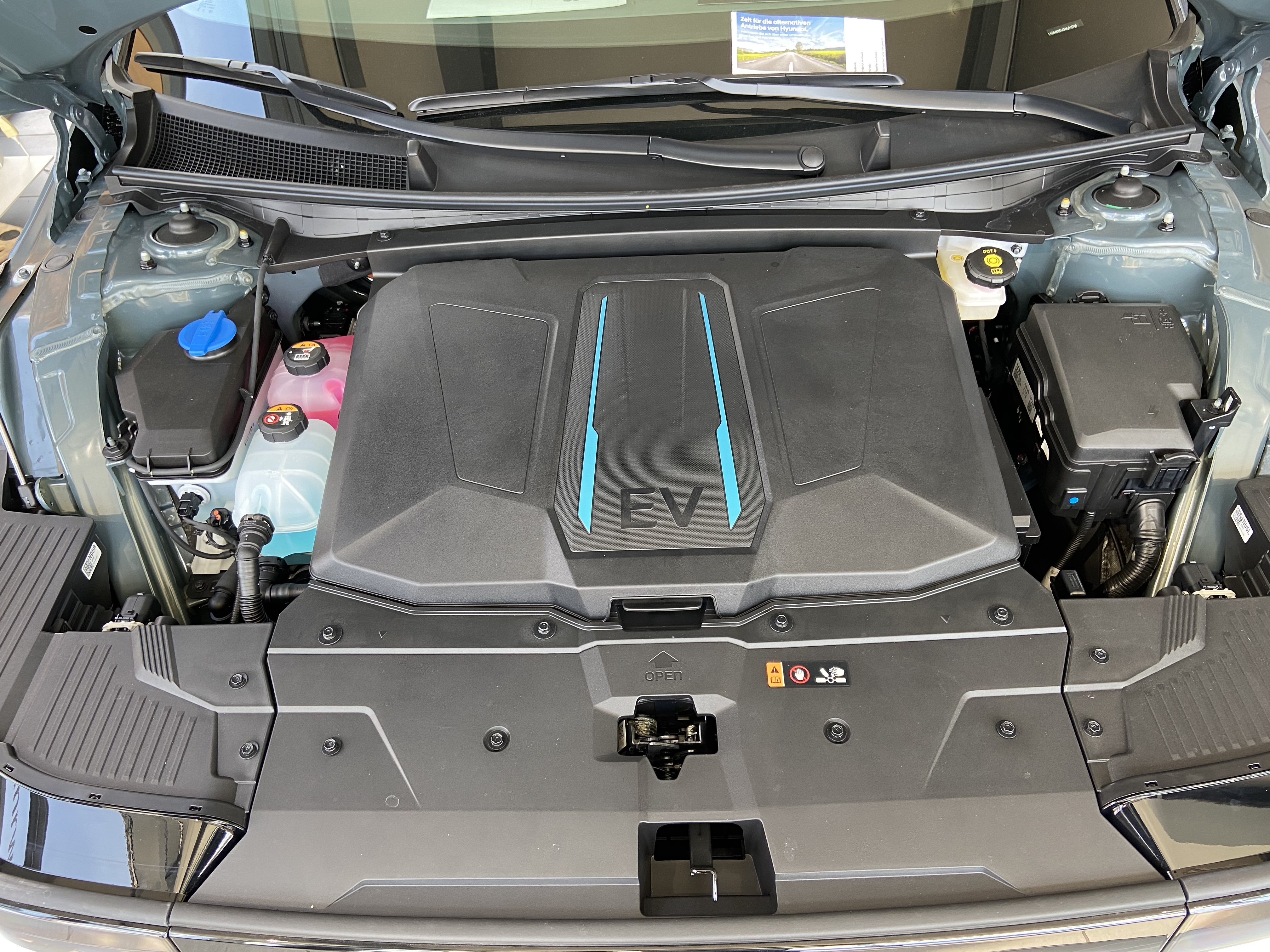
Motorraum

Die heckangetriebenen Ioniq 5 haben einen Elektromotor an der Hinterachse. Dieser Motor leistet zwischen 120 und 168 kW und erreicht ein maximales Drehmoment von 350 Nm. Die Allradvarianten haben zudem einen Elektromotor an der Vorderachse mit einer Leistung zwischen 53 und 74 kW und einem maximalen Drehmoment von 255 Nm. Die Höchstgeschwindigkeit ist für alle Modelle auf 185 km/h begrenzt. Die maximale Anhängelast wird bei den Modellen mit der größeren Batterie mit 1,6 Tonnen angegeben.
Im N leistet der hintere Motor 282 kW und der vordere 166 kW. So ergibt sich eine Gesamtleistung von 448 kW. Per sogenanntem N Grin Boost kann die maximale Leistung für zehn Sekunden auf 478 kW erhöht werden. Das maximale Drehmoment liegt bei 770 Nm, die Höchstgeschwindigkeit wird mit 260 km/h angegeben. Um ein sportliches Fahrgefühl zu vermitteln, wird das 8-Gang-Doppelkupplungsgetriebe aus anderen N-Fahrzeugen Hyundais simuliert. Dabei wird einerseits die Drehmomentabgabe des Motors elektronisch so gesteuert, dass Rucke für Schaltvorgänge abgebildet werden. Andererseits ist es möglich, Auspuffgeräusche über innere und externe Lautsprecher nachzuahmen.

### Batterie und Ladefähigkeit
Für das SUV stehen zwei Batteriegrößen zur Auswahl. Die kleinere hat einen nutzbaren Energieinhalt von 58 kWh, die größere 72,6 kWh (ab 2022: 77,4 kWh). Beide sind mit Hinterrad- oder Allradantrieb kombinierbar. Die maximale Reichweite wird mit 362 bis 507 km nach WLTP angegeben. Die in den Batterien verbauten Lithium-Polymer-Zellen werden vom südkoreanischen Hersteller SK Innovation bezogen. Mit dem Ioniq 5 kommt erstmals in einem Volumenmodell eine 800-Volt-Schnellladetechnik zum Einsatz, wie sie zuvor nur in Elektro-Sportwagen wie Porsche Taycan und Audi RS e-tron GT verfügbar war; möglich ist zudem das Laden mit 400 Volt. Mit einer Ladeleistung von bis zu 240 kW soll der große Akkumulator unter optimalen Bedingungen von 10 auf 80 Prozent in 18 Minuten geladen werden können. In fünf Minuten kann Energie für 100 km (WLTP) nachgeladen werden. Das Fahrzeug unterstützt bidirektionales Laden bis zu 3,6 kW. Ab der Ausstattung Techniq ist eine Wärmepumpe und wärmedämmende Frontscheibe enthalten. Gegen Aufpreis gibt es ein Solardach, das die Fahrzeugelektronik sowie die Fahrzeugbatterie versorgen kann; es soll die Reichweite bis zu 2.000 km pro Jahr erhöhen können.
Eine höhere Energiedichte hat die Batterie im N. Dadurch erhöht sich der Energieinhalt bei gleichem Platzbedarf auf 84 kWh. Die maximale Ladeleistung soll hier 350 kW betragen. Mit der Modellpflege 2024 erhielten auch die anderen Ioniq 5 diesen Akku.

### Innenraum
Der Radstand ist mit drei Metern deutlich länger im Vergleich zu anderen Modellen in diesem Segment, weshalb das Platzangebot im Innenraum größer als für die Fahrzeugklasse üblich ausfällt. Zudem sind die Sitzlehnen dünn gehalten und die im Verhältnis 60:40 umklappbare Rückbank ist genauso wie ab der Ausstattung Techniq die Mittelkonsole verschiebbar. An vielen Stellen werden Materialien aus nachhaltigen Ressourcen wie Zuckerrohr, recycelten Plastikflaschen oder geborgenen Geisternetzen verwendet.

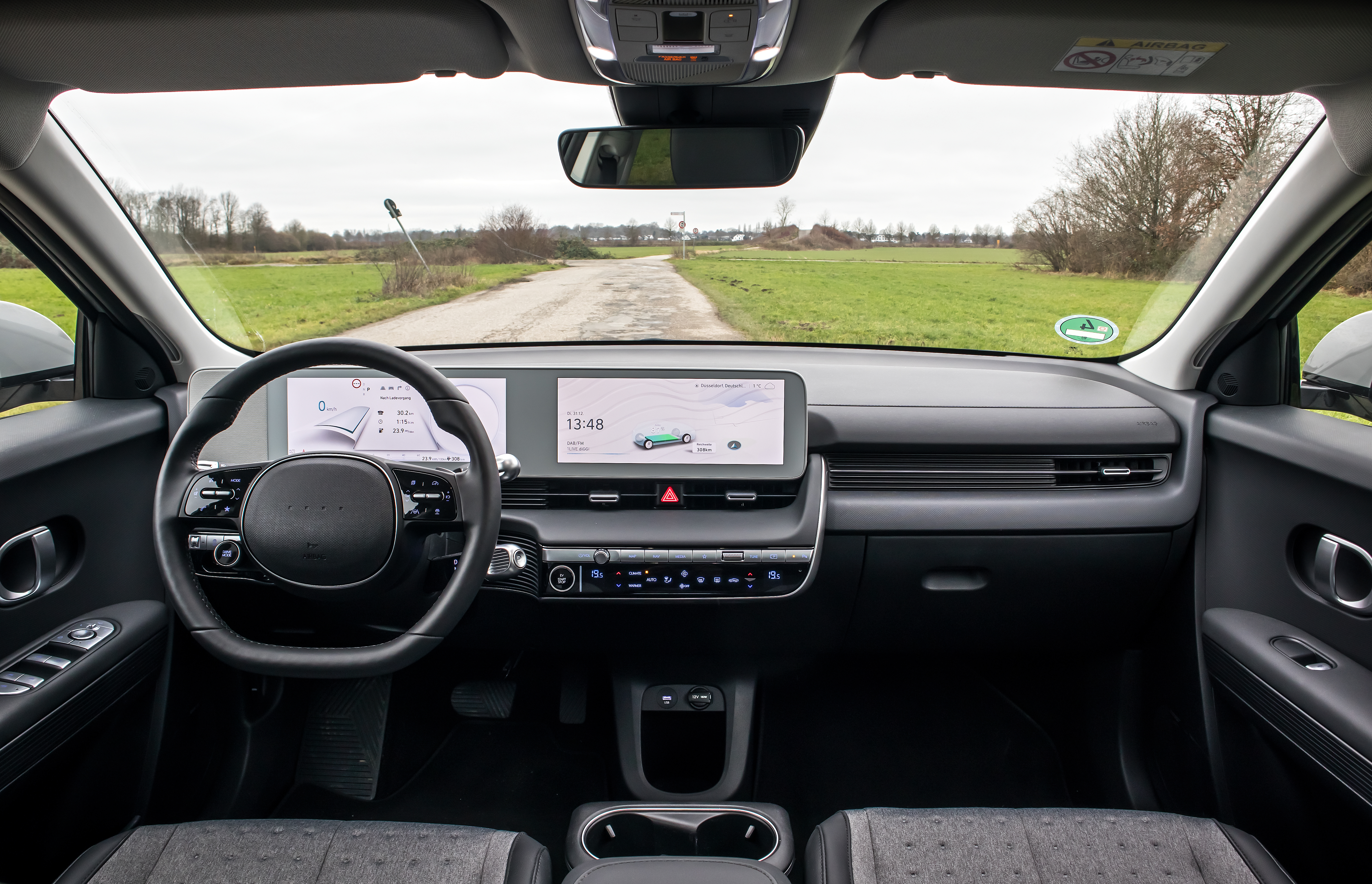
Innenraum mit zwei nebeneinander angeordneten Displays und einer weiteren Bedieneinheit mittig darunter

Es kommen zwei 12,25 Zoll große Displays zum Einsatz, optional ist ein Head-up-Display erhältlich. Das Infotainmentsystem kann auch mittels Spracherkennung gesteuert werden. Die Kopplung mit einem Smartphone ist kabelgebunden über Apple CarPlay oder Android Auto möglich. Weitere Funktionen sollen mittels Over-the-Air-Updates freigeschaltet oder nachgerüstet werden können. In der Mittelkonsole befindet sich außerdem eine schmale Knopfleiste, über die sich beispielsweise die Klimaanlage steuern lässt.
Statt klassischer Sitze werden im N Rennschalensitze verbaut. Außerdem ist die Mittelkonsole nicht verschiebbar.

### Assistenzsysteme
Zahlreiche Fahrerassistenzsysteme stehen für den Ioniq 5 – teilweise gegen Aufpreis – zur Verfügung. Beispielsweise ist er das erste Hyundai-Modell mit einem sogenannten Autobahnassistenten der zweiten Generation (HDA 2.0, Level 2 Autonomes Fahren), der den Wagen nicht nur in der Spur halten, sondern den Fahrer auch bei einem Spurwechsel unterstützen kann. Weitere Systeme sind beispielsweise ein autonomer Notbremsassistent, ein Aufmerksamkeitsassistent oder ein Ausstiegsassistent.

### Sicherheit
Im Herbst 2021 wurde der Ioniq 5 vom Euro NCAP auf die Fahrzeugsicherheit getestet. Er erhielt fünf von fünf möglichen Sternen.

## Ausstattung
Neben der Basisvariante stehen je nach Region weitere Ausstattungspakete zur Wahl. In Deutschland enthält das Paket Dynamiq u. a. weitere Assistenzsysteme und ein Heizsystem für die Batterie. Auf dieser Ausstattung baut Techniq auf. Es bietet beispielsweise eine Wärmepumpe, eine verschiebbare Mittelkonsole, Voll-LED-Projektionsscheinwerfer und dunkel getönte Scheiben ab der B-Säule. Die höchste Ausstattungslinie stellt Uniq dar. Hier wird zusätzlich u. a. eine elektrische Heckklappe geliefert, auch die Türgriffe fahren elektrisch aus. Über das Head-up-Display hinaus gibt es eine Totwinkelanzeige im Fahrerdisplay, die belüfteten Ledersitze haben Ziernähte und im Auto ist ein Lautsprechersystem von Bose mit Subwoofer integriert.
Hyundai deklariert auch die stärkeren Motorisierungen als Sonderausstattung, so dass entsprechende Fahrzeuge trotz eines Listenpreises von über 40.000 Euro (netto) in Deutschland den gesamten Umweltbonus erhielten.

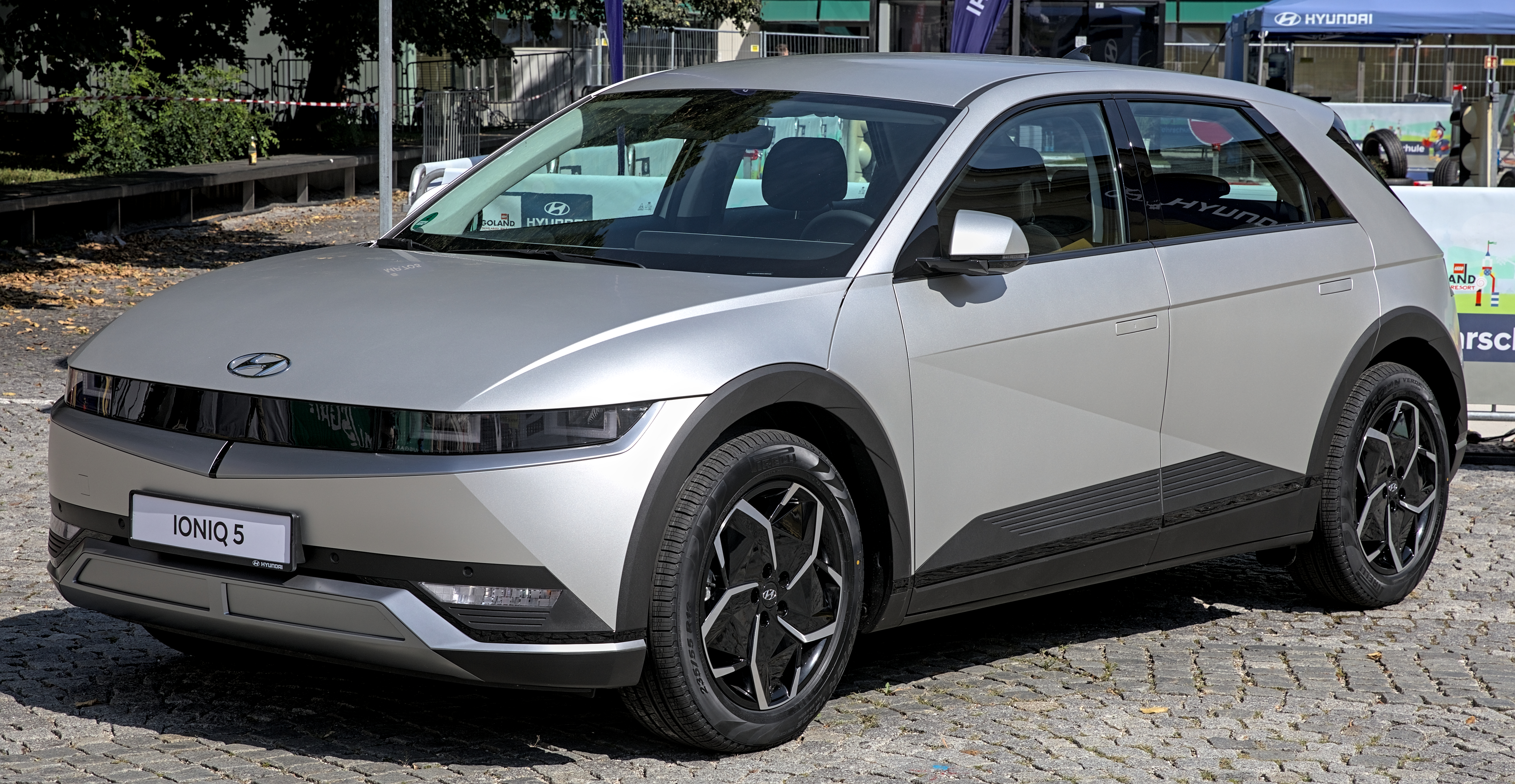
Hyundai Ioniq 5 in der Basisausstattung
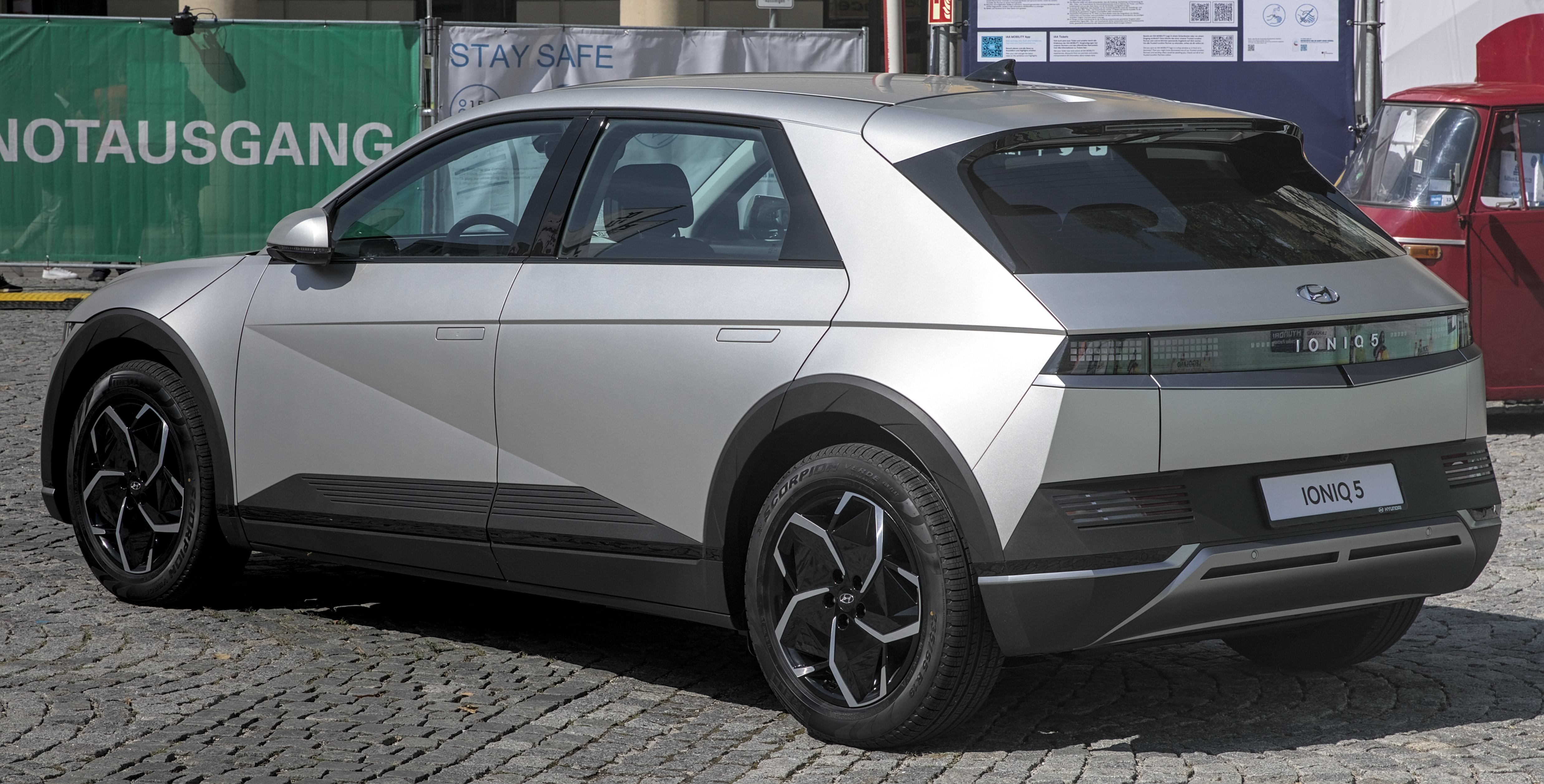
Heckansicht
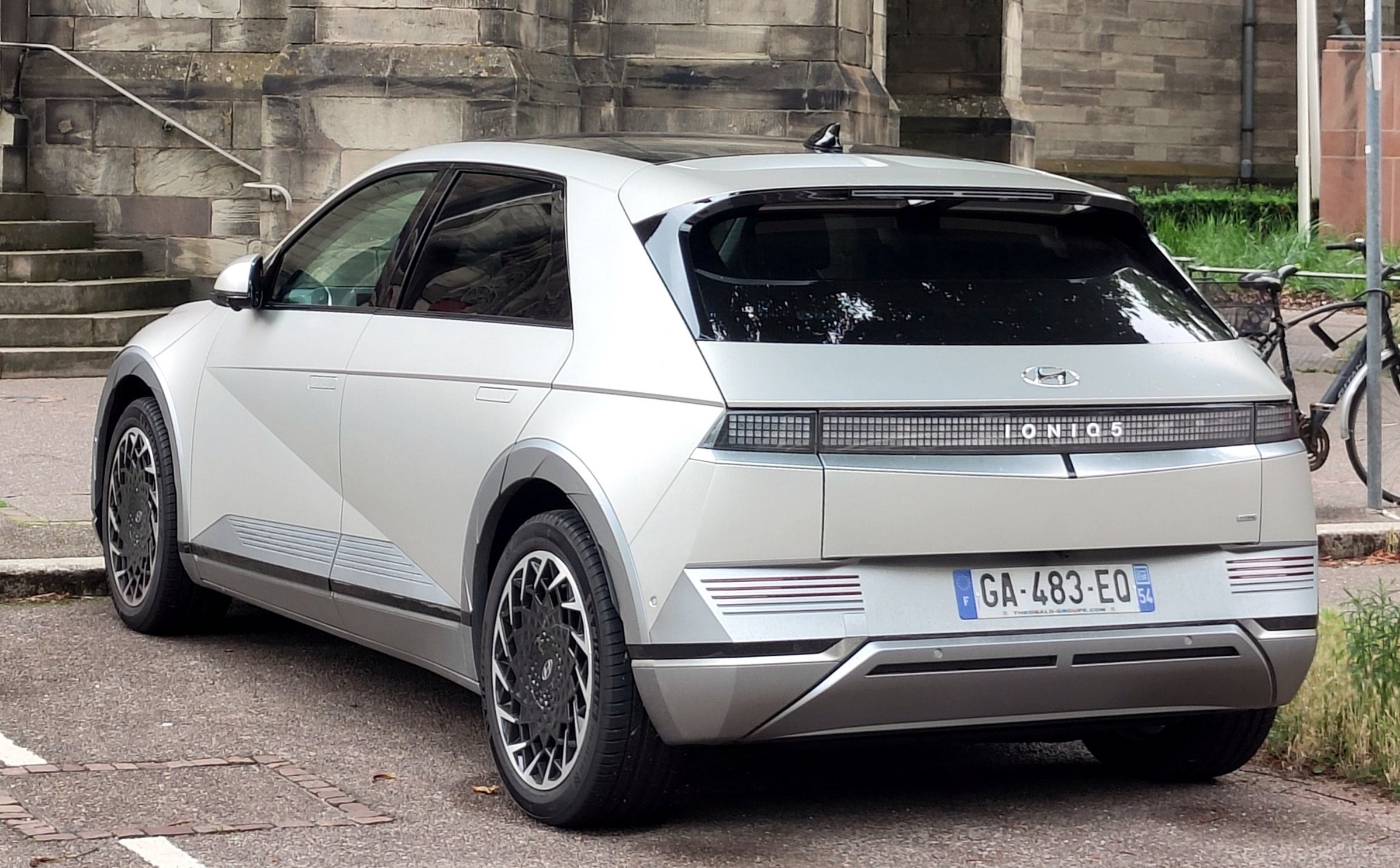
Heckansicht ab optionalem Uniq-Paket: u. a. graue Radläufe und durchgängige Pixelleiste sowie das ab Uniq-Ausstattung optionale Solardach.

## Technische Daten
|                                                | Ioniq 5                                 | Ioniq 5                                 | Ioniq 5                                 | Ioniq 5                                 | Ioniq 5                                 | Ioniq 5                                 | Ioniq 5                                       | Ioniq 5                                       | Ioniq 5                                       | Ioniq 5 N                               |
| ---------------------------------------------- | --------------------------------------- | --------------------------------------- | --------------------------------------- | --------------------------------------- | --------------------------------------- | --------------------------------------- | --------------------------------------------- | --------------------------------------------- | --------------------------------------------- | --------------------------------------- |
| Bauzeitraum                                    | 03/2021–07/2024                         | seit 08/2024                            | 03/2021–06/2022                         | 06/2022–07/2024                         | seit 08/2024                            | 03/2021–06/2022                         | 03/2021–06/2022                               | 06/2022–07/2024                               | seit 08/2024                                  | seit 03/2024                            |
| Motorkenndaten                                 |                                         |                                         |                                         |                                         |                                         |                                         |                                               |                                               |                                               |                                         |
| Motortyp                                       | Elektromotor hinten                     | Elektromotor hinten                     | Elektromotor hinten                     | Elektromotor hinten                     | Elektromotor hinten                     | Elektromotor vorne und hinten           | Elektromotor vorne und hinten                 | Elektromotor vorne und hinten                 | Elektromotor vorne und hinten                 | Elektromotor vorne und hinten           |
| Motorbauart                                    | permanentmagneterregte Synchronmaschine | permanentmagneterregte Synchronmaschine | permanentmagneterregte Synchronmaschine | permanentmagneterregte Synchronmaschine | permanentmagneterregte Synchronmaschine | permanentmagneterregte Synchronmaschine | permanentmagneterregte Synchronmaschine       | permanentmagneterregte Synchronmaschine       | permanentmagneterregte Synchronmaschine       | permanentmagneterregte Synchronmaschine |
| max. Leistung bei min−1                        | 125 kW (170 PS) / 3600–7400             | 125 kW (170 PS) / 3600–7400             | 160 kW (217 PS) / 4400–9000             | 168 kW (229 PS) / 4600–9200             | 168 kW (229 PS) / 4600–9200             | 173 kW (235 PS)                         | 225 kW (305 PS) / 2800–8600                   | 239 kW (325 PS) / 2800–9200                   | 239 kW (325 PS) / 2800–9200                   | 478 kW (650 PS) / 4600–10400            |
| max. Drehmoment bei min−1                      | 350 Nm / 0–3200                         | 350 Nm / 0–3200                         | 350 Nm / 0–4200                         | 350 Nm / 0–4400                         | 350 Nm / 0–4400                         | 605 Nm (255 Nm vorne, 350 Nm hinten)    | 605 Nm / 0–4000 (255 Nm vorne, 350 Nm hinten) | 605 Nm / 0–4400 (255 Nm vorne, 350 Nm hinten) | 605 Nm / 0–4400 (255 Nm vorne, 350 Nm hinten) | 770 Nm / 0–7200                         |
| Kraftübertragung                               |                                         |                                         |                                         |                                         |                                         |                                         |                                               |                                               |                                               |                                         |
| Antriebsart                                    | Heckantrieb                             | Heckantrieb                             | Heckantrieb                             | Heckantrieb                             | Heckantrieb                             | Allradantrieb                           | Allradantrieb                                 | Allradantrieb                                 | Allradantrieb                                 | Allradantrieb                           |
| Getriebe                                       | Eingang-Getriebe                        | Eingang-Getriebe                        | Eingang-Getriebe                        | Eingang-Getriebe                        | Eingang-Getriebe                        | Eingang-Getriebe                        | Eingang-Getriebe                              | Eingang-Getriebe                              | Eingang-Getriebe                              | Eingang-Getriebe                        |
| Antriebsbatterie                               |                                         |                                         |                                         |                                         |                                         |                                         |                                               |                                               |                                               |                                         |
| Zellchemie                                     | Nickel-Mangan-Cobalt-Akkumulator (NMC)  | Nickel-Mangan-Cobalt-Akkumulator (NMC)  | Nickel-Mangan-Cobalt-Akkumulator (NMC)  | Nickel-Mangan-Cobalt-Akkumulator (NMC)  | Nickel-Mangan-Cobalt-Akkumulator (NMC)  | Nickel-Mangan-Cobalt-Akkumulator (NMC)  | Nickel-Mangan-Cobalt-Akkumulator (NMC)        | Nickel-Mangan-Cobalt-Akkumulator (NMC)        | Nickel-Mangan-Cobalt-Akkumulator (NMC)        | Nickel-Mangan-Cobalt-Akkumulator (NMC)  |
| Energieinhalt                                  | 58,0 kWh                                | 63,0 kWh                                | 72,6 kWh                                | 77,4 kWh                                | 84,0 kWh                                | 58,0 kWh                                | 72,6 kWh                                      | 77,4 kWh                                      | 84,0 kWh                                      | 84,0 kWh                                |
| Messwerte                                      |                                         |                                         |                                         |                                         |                                         |                                         |                                               |                                               |                                               |                                         |
| Höchstgeschwindigkeit                          | 185 km/h                                | 185 km/h                                | 185 km/h                                | 185 km/h                                | 185 km/h                                | 185 km/h                                | 185 km/h                                      | 185 km/h                                      | 185 km/h                                      | 260 km/h                                |
| Beschleunigung, 0–100 km/h                     | 8,5 s                                   | 8,5 s                                   | 7,4 s                                   | 7,3 s                                   | 7,5 s                                   | 6,1 s                                   | 5,2 s                                         | 5,1 s                                         | 5,3 s                                         | 3,4 s                                   |
| Energieverbrauch auf 100 km (WLTP, kombiniert) | 16,7 kWh                                | 15,6 kWh                                | 16,8–17,9 kWh                           | 17,0–18,0 kWh                           | 16,0–17,2 kWh                           | 18,1 kWh                                | 17,7–19,0 kWh                                 | 17,9–19,1 kWh                                 | 16,8–18,2 kWh                                 | 21,2 kWh                                |
| Max. Ladeleistung (AC)                         | 11 kW                                   | 11 kW                                   | 11 kW                                   | 11 kW                                   | 11 kW                                   | 11 kW                                   | 11 kW                                         | 11 kW                                         | 11 kW                                         | 11 kW                                   |
| Max. Ladeleistung (DC)                         | 180 kW                                  | 180 kW                                  | 220 kW                                  | 240 kW                                  | 260 kW                                  | 180 kW                                  | 220 kW                                        | 240 kW                                        | 260 kW                                        | 260 kW                                  |
| Reichweite nach WLTP                           | 400 km                                  | 440 km                                  | 470–485 km                              | 476–507 km                              | 515–570 km                              | 362 km                                  | 432–462 km                                    | 454–481 km                                    | 495–546 km                                    | 448 km                                  |
| Leergewicht mit Fahrer                         | 1905–1985 kg                            | 1955–2035 kg                            | 1985–2065 kg                            | 2090 kg                                 | 2060–2160 kg                            | 2015–2095 kg                            | 2095–2175 kg                                  | 2200 kg                                       | 2165–2265 kg                                  | 2275–2305 kg                            |
| zulässiges Gesamtgewicht                       | 2370 kg                                 | 2470 kg                                 | 2430 kg                                 | 2450 kg                                 | 2590 kg                                 | 2480 kg                                 | 2540 kg                                       | 2560 kg                                       | 2685 kg                                       | 2660 kg                                 |
| Anhängelast, ungebremst / gebremst bis 12 %    | 750 kg / 750 kg                         | 750 kg / 750 kg                         | 750 kg / 1600 kg                        | 750 kg / 1600 kg                        | 750 kg / 1600 kg                        | 750 kg / 750 kg                         | 750 kg / 1600 kg                              | 750 kg / 1600 kg                              | 750 kg / 1600 kg                              | —                                       |

## Absatzzahlen

### Weltweite Verkaufszahlen
2024 wurde der Hyundai Ioniq 5 weltweit 88.816 mal verkauft.
|  |

|  |

|  |

|  |

|  |

|  |

|  |

|  |

|  |

|  |

|  |

|  |

|  |

|  |

|  |

|  |

|  |

|  |

|  |

|  |

|  |

|  |

|  |

|  |

|  |

|  |

|  |

|  |

|  |

|  |

|  |

|  |

|  |

|  |

|  |

|  |

|  |

|  |

|  |

|  |

|  |

|  |

|  |

|  |

|  |

|  |

|  |

|  |

|  |

|  |

|  |

|  |

|  |

|  |

|  |

|  |

|  |

|  |

|  |

|  |

|  |

|  |

|  |

|  |

|  | Ioniq 5 (358.461) |

|  | Ioniq 5 (358.461) |

### Zulassungszahlen in Deutschland
Im Mai 2021 wurden die ersten Ioniq 5 in Deutschland zugelassen. Bis Mitte September 2021 vermeldete Hyundai weltweit mehr als 40.000 Bestellungen des Fahrzeugs, wovon weltweit nur etwa die Hälfte noch im Jahr 2021 ausgeliefert werden konnten aufgrund von anhaltenden Lieferschwierigkeiten im Bereich der Halbleiter.
Seit dem Marktstart bis einschließlich Dezember 2024 sind in der Bundesrepublik Deutschland insgesamt 39.758 Ioniq 5 neu zugelassen worden. Mit 14.080 Exemplaren war 2022 das erfolgreichste Verkaufsjahr.
| 4.676 \| \| |
|             |

|  |

| 2.295 \| \| |
|             |

|  |

| 4.676 \| \| |
|             |

|  |

| 2.295 \| \| |
|             |

|  |

| 9.031 \| \| |
|             |

|  |

| 5.049 \| \| |
|             |

|  |

| 9.031 \| \| |
|             |

|  |

| 5.049 \| \| |
|             |

|  |

| 8.347 \| \| |
|             |

|  |

| 2.722 \| \| |
|             |

|  |

| 8.347 \| \| |
|             |

|  |

| 2.722 \| \| |
|             |

|  |

| 5.064 \| \| |
|             |

|  |

| 2.574 \| \| |
|             |

|  |

| 5.064 \| \| |
|             |

|  |

| 2.574 \| \| |
|             |

|  |

| 4.676 \| \| |
|             |

|  |

| 2.295 \| \| |
|             |

|  |

| 4.676 \| \| |
|             |

|  |

| 2.295 \| \| |
|             |

|  |

| 9.031 \| \| |
|             |

|  |

| 5.049 \| \| |
|             |

|  |

| 9.031 \| \| |
|             |

|  |

| 5.049 \| \| |
|             |

|  |

| 8.347 \| \| |
|             |

|  |

| 2.722 \| \| |
|             |

|  |

| 8.347 \| \| |
|             |

|  |

| 2.722 \| \| |
|             |

|  |

| 5.064 \| \| |
|             |

|  |

| 2.574 \| \| |
|             |

|  |

| 5.064 \| \| |
|             |

|  |

| 2.574 \| \| |
|             |

|  |

| 4.676 \| \| |
|             |

|  |

| 2.295 \| \| |
|             |

|  |

| 4.676 \| \| |
|             |

|  |

| 2.295 \| \| |
|             |

|  |

| 9.031 \| \| |
|             |

|  |

| 5.049 \| \| |
|             |

|  |

| 9.031 \| \| |
|             |

|  |

| 5.049 \| \| |
|             |

|  |

| 8.347 \| \| |
|             |

|  |

| 2.722 \| \| |
|             |

|  |

| 8.347 \| \| |
|             |

|  |

| 2.722 \| \| |
|             |

|  |

| 5.064 \| \| |
|             |

|  |

| 2.574 \| \| |
|             |

|  |

| 5.064 \| \| |
|             |

|  |

| 2.574 \| \| |
|             |

|  |

| 4.676 \| \| |
|             |

|  |

| 2.295 \| \| |
|             |

|  |

| 4.676 \| \| |
|             |

|  |

| 2.295 \| \| |
|             |

|  |

| 9.031 \| \| |
|             |

|  |

| 5.049 \| \| |
|             |

|  |

| 9.031 \| \| |
|             |

|  |

| 5.049 \| \| |
|             |

|  |

| 8.347 \| \| |
|             |

|  |

| 2.722 \| \| |
|             |

|  |

| 8.347 \| \| |
|             |

|  |

| 2.722 \| \| |
|             |

|  |

| 5.064 \| \| |
|             |

|  |

| 2.574 \| \| |
|             |

|  |

| 5.064 \| \| |
|             |

|  |

| 2.574 \| \| |
|             |

|  |

|  | Hinterradantrieb (27.118) |

|  | Hinterradantrieb (27.118) |

|  | Allradantrieb (12.640) |

|  | Allradantrieb (12.640) |

## Auszeichnungen
Der Ioniq 5 erhielt bei den World Car Awards 2022 Auszeichnungen als World Car of the Year, World Electric Vehicle of the Year und World Car Design of the Year. Auch konnte das Fahrzeug den Gesamtsieg bei der Wahl unter 20 Motorjournalisten zum German Car of the Year 2022 erringen. In der Auto Bild gewann das Modell bei der Wahl der besten Import-Autos in der Kategorie Elektroauto. Bei den Wahlen zum Auto des Jahres in Europa erzielte der Ioniq 5 den dritten Platz, auf dem ersten Platz landete der technisch nah verwandte Kia EV6. Das Automagazin Car and Driver kürte den Ioniq 5 zum 2022 EV of the Year. Im Oktober 2022 folgte die Auszeichnung von Motor Trend als 2023 SUV of the Year.